# Fryderyki 2005
Fryderyki 2005 – 12. edycja polskich nagród muzycznych Fryderyków, przyznawanych przez Akademię Fonograficzną (powołaną przez Związek Producentów Audio-Video), honorująca dokonania przemysłu muzycznego w roku 2005. Po raz pierwszy w historii Fryderyków nie została zorganizowana gala ich wręczenia. Zwycięzcy zostali ogłoszeni 30 marca 2006 przez Oliviera Janiaka podczas transmisji w portalu internetowym Onet.pl. Statuetki zostały wręczone laureatom podczas różnych okazji lub wysłane do wytwórni muzycznych.
Nagrody konkursowe zostały przyznane w 26 kategoriach (17 w sekcji muzyki rozrywkowej, 2 w sekcji muzyki jazzowej i 7 w sekcji muzyki poważnej). Najwięcej nominacji (po 10) otrzymali Bartek Królik i Marek Piotrowski. Najwięcej nagród (5) zdobyła Katarzyna Nosowska. Po 4 nagrody wygrali Antoni Wit i Lech Janerka, po 3 Hey i Orkiestra Symfoniczna Filharmonii Narodowej, zaś po 2 Krzysztof Kiljański, Marcin Wasilewski, Maria Peszek, Rafał Blechacz i Rafał Kwiatkowski. Poza nagrodami konkursowymi zostały przyznane dwa Złote Fryderyki i dwie nagrody specjalne.

## Laureaci i nominowani

### Sekcja muzyki rozrywkowej
| Piosenka roku | Nowa twarz fonografii |
| --- | --- |
| - „Prócz ciebie, nic” – Krzysztof Kiljański - „Rower” – Lech Janerka - „Inspirations” – Sistars - „Mimo wszystko” – Hey - „My Music” – Sistars                                                             | - Maria Peszek - Krzysztof Kiljański - Toronto - The Car Is on Fire - Zakopower |
| Wokalista roku | Wokalistka roku |
| - Krzysztof Kiljański - Andrzej Piaseczny - Grzegorz Skawiński - Lech Janerka - Robert Gawliński | - Katarzyna Nosowska - Anna Maria Jopek - Beata Kozidrak - Maria Peszek - Magda Wójcik |
| Grupa roku | Produkcja muzyczna roku |
| - Hey - Goya - Kombii - Sistars - Zakopower | - Miasto mania – Maria Peszek - produkcja muzyczna: Wojciech Waglewski i Piotr Waglewski - realizacja: Piotr Chancewicz - „Kiebyś ty” – Zakopower - produkcja muzyczna: Mateusz Pospieszalski - realizacja: Piotr Rychlec - „Inspirations” – Sistars - produkcja muzyczna: Bartek Królik - produkcja muzyczna i realizacja: Marek Piotrowski - „Moje miasto” – Maria Peszek - produkcja muzyczna: Wojciech Waglewski - realizacja: Piotr Chancewicz - „My Music” – Sistars - produkcja muzyczna: Bartek Królik i Marek Piotrowski |
| Kompozytor roku | Autor roku |
| - Lech Janerka - Bartek Królik i Marek Piotrowski - Witold Cisło - Grzegorz Skawiński - Wojciech Waglewski - Magda Wójcik                                                                                  | - Katarzyna Nosowska - Kayah - Lech Janerka - Maria Peszek - Magda Wójcik |
| Album roku pop | Album roku rock / metal |
| - Smak słów – Goya - In the Room – Krzysztof Kiljański - Inside Story – Anita Lipnicka i John Porter - Niebo – Anna Maria Jopek - Silent Treatment – Pati Yang                                             | - Echosystem – Hey - Fobrock – Bracia - Skalary, mieczyki, neonki – Myslovitz - Twarze – Milczenie Owiec - Ultima Thule – Armia |
| Album roku hip-hop / R&B | Album roku muzyka alternatywna |
| - A.E.I.O.U. – Sistars - Neurofotoreceptoreplotyka jako magia bytu – Kanał Audytywny - Pięć smaków – Dezire - Rewolucje – Jamal - Wyjście z bloków – Mezo i Tabb                                           | - Plagiaty – Lech Janerka - Fru! – Fisz i Envee - Las putas melancólicas – Świetliki i Bogusław Linda - Miasto mania – Maria Peszek - Powstanie Warszawskie – Lao Che |
| Album roku etno / folk | Album roku piosenka poetycka |
| - Wykorzenienie – Kapela ze Wsi Warszawa - Irishjazz / Irish Ferment – Carrantuohill - Music Hal – Zakopower - Tylko Dylan – Martyna Jakubowicz - Rzepczyno – Rzepczyno                                    | - 11:11 – Grzegorz Turnau - Allez! – Mirosław Czyżykiewicz - Kraków-Saloniki – Maja Sikorowska i Andrzej Sikorowski - Tu Es Petrus – Zbigniew Książek (autor), Piotr Rubik (kompozytor i dyrygent), Olga Szomańska, Joanna Słowińska, Dorota Marczyk, Przemysław Branny, Janusz Radek, Maciej Miecznikowski, Orkiestra Symfoniczna Filharmonii Świętokrzyskiej w Kielcach, Chór Fermata i Chór Instytutu Edukacji Muzycznej Akademii Świętokrzyskiej w Kielcach (wykonawcy) - Tylko dla kobiet – Agnieszka Chrzanowska            |
| Wydawnictwo specjalne – najlepsza oprawa graficzna | Videoclip roku |
| - Echosystem – Hey - A.E.I.O.U. – Sistars - Anthology 1974–2004 – SBB - Miasto mania – Maria Peszek - Music Hal – Zakopower                                                                                | - „Rower” – Lech Janerka (reżyseria: Rafał Garcarek) - „Inspirations” – Sistars (reżyseria: Kuba Łubniewski, Kamil Płocki) - „Kiebyś ty” – Zakopower (reżyseria: Anna Maliszewska) - „Mimo wszystko” – Hey (reżyseria: Anna Maliszewska) - „My Music” – Sistars (reżyseria: Jan Komasa) |
| Najlepszy album zagraniczny | |
| - X&Y – Coldplay - A Bigger Bang – The Rolling Stones - Demon Days – Gorillaz - Lullabies to Paralyze – Queens of the Stone Age - Monkey Business – The Black Eyed Peas - Playing the Angel – Depeche Mode | |

### Sekcja muzyki jazzowej
| Jazzowy album roku | Jazzowy muzyk roku                                                                              |
| --- | ----------------------------------------------------------------------------------------------- |
| - Trio – Simple Acoustic Trio (Marcin Wasilewski, Sławomir Kurkiewicz i Michał Miśkiewicz) - Bassville – Jacek Niedziela - Fill the Harmony Philharmonics – Sławek Jaskułke i Hanseatica Chamber Orchestra - NAP – Marek Napiórkowski - Real Jazz – Ptaszyn Wróblewski Quartet - Uniesienie – Henryk Miśkiewicz | - Marcin Wasilewski - Leszek Możdżer - Henryk Miśkiewicz - Marek Napiórkowski - Sławek Jaskułke |

### Sekcja muzyki poważnej
| Najwybitniejsze nagranie muzyki polskiej | Najwybitniejsze nagranie muzyki polskiej |
| --- | ---------------------------------------- |
| - Lutosławski: Koncert na orkiestrę; Koncert na wiolonczelę i orkiestrę - soliści: Rafał Kwiatkowski – wiolonczela - orkiestra/zespół: Orkiestra Symfoniczna Filharmonii Narodowej w Warszawie - dyrygent/kierownik artystyczny: Antoni Wit - XV Międzynarodowy Konkurs Pianistyczny im. F. Chopina / Kronika Konkursu 2005 vol. 13 - soliści: Rafał Blechacz - orkiestra/zespół: Orkiestra Symfoniczna Filharmonii Narodowej - dyrygent/kierownik artystyczny: Antoni Wit - Laboratory of Contemporary Music – 2004 - soliści: Małgorzata Armanowska – sopran, Andrzej Chorosiński – organy, Marcin Tadeusz Łukaszewski – fortepian, Anna Mikołajczyk-Niewiedział – sopran, Paweł Nowicki – marimba, Aleksandra Ohar – wiolonczela, Artur Pachlewski – klarnet, Radosław Soroka – klarnet basowy, Mariusz Wysocki – wiolonczela, Kwartet Wieniawski, Krakowska Grupa Perkusyjna - dyrygent/kierownik artystyczny: Piotr Borkowski; reżyser nagrania: Andrzej Brzoska - Lutosławski – Dyrygent w Polskim Radiu - soliści: Halina Łukomska – sopran, Krzysztof Jakowicz – skrzypce, Ewa Pobłocka – fortepian - orkiestra/zespół: Narodowa Orkiestra Symfoniczna Polskiego Radia - dyrygent/kierownik artystyczny: Witold Lutosławski - Rachmaninow, Prokofiew, Serocki: Sonaty - soliści: Bogdan Czapiewski – fortepian - Szymanowski – Piano Sonata No. 3 Metopes Masques - soliści: Piotr Anderszewski – fortepian - Szymanowski Super Audio CD & CD (Hybryda) - soliści: Jakub Jakowicz – skrzypce, Piotr Paleczny – fortepian - orkiestra/zespół: Sinfonia Varsovia - dyrygent/kierownik artystyczny: Jerzy Maksymiuk                                    |                                          |
| Album roku muzyka dawna |                                          |
| - Muzyka Zamku Warszawskiego - orkiestra/zespół: Il Tempo - dyrygent/kierownik artystyczny: Agata Sapiecha - Ars Cantus Musica Figurata we Wrocławiu i na Śląsku w wiekach XIV i XV - orkiestra/zespół: Ars Cantus - dyrygent/kierownik artystyczny: Tomasz Dobrzański - Musica Claromontana vol. 3 - soliści: Marta Wróblewska – sopran, Piotr Olech – alt, Aleksander Kunach – tenor, Mirosław Borczyński – bas, Sebastian Matecki OSPPE; orkiestra/zespół: Zespół Kameralny Concerto Polacco, Zespół wokalny Sine Nomine - dyrygent/kierownik artystyczny: Marek Toporowski - Rex Muzyka Złotego Wieku w Polsce - soliści: Dariusz Paradowski – sopran, Grzegorz Zychowicz – bas, Piotr Iwicki – instrumenty perkusyjne, Jarosław Lipski – lutnia, Jacek Urbaniak – pomort, kornamuza, flety proste - orkiestra/zespół: Trombastic - dyrygent/kierownik artystyczny: Piotr Wawreniuk, Robert Krajewski - Schuyt: Tańce renesansowe – Niderlandy, 1661 r. - orkiestra/zespół: Ars Nova - dyrygent/kierownik artystyczny: Jacek Urbaniak |                                          |
| Album roku muzyka kameralna |                                          |
| - Bacewicz: Utwory na skrzypce i fortepian - soliści: Bartłomiej Nizioł – skrzypce, Paweł Mazurkiewicz – fortepian - Areński Dvořák: Piano Trios - orkiestra/zespół: Trio Cracovia (Krzysztof Śmietana – skrzypce, Julian Tryczyński – wiolonczela, Jerzy Tosik-Warszawiak – fortepian) - Fiesta - soliści: Alina Mleczko – saksofon sopranowy, saksofon altowy, Sebastian Wypych – kontrabas, Miłosz Pękala – perkusja, Piotr Filipowicz – kontrabas - orkiestra/zespół: Kwartet Prima Vista - Republique - orkiestra/zespół: Kwartet Śląski - Tango moja miłość - soliści: Krzysztof Jakowicz - orkiestra/zespół: Tangata Quintet (Klaudiusz Baran, Grzegorz Lalek, Piotr Malicki, Sebastian Wypych, Hadrian Filip Tabęcki) |                                          |
| Album roku muzyka solowa |                                          |
| - XV Międzynarodowy Konkurs Pianistyczny im. F. Chopina / Kronika Konkursu 2005 vol. 6 - soliści: Rafał Blechacz – fortepian - Chopin: Complete Mazurkas - soliści: Tatiana Szebanowa – fortepian - Rachmaninow, Prokofiew, Serocki: Sonaty - soliści: Bogdan Czapiewski – fortepian - Szymanowski – Piano Sonata No. 3 Metopes Masques - soliści: Piotr Anderszewski – fortepian - Wielkie toccaty organowe - soliści: Piotr Rojek – organy |                                          |
| Album roku muzyka wokalna |                                          |
| - Włodek Pawlik: Misterium Stabat Mater / Brahms & Mendelssohn / Arcydzieła muzyki chóralnej - soliści: Renata Landowska-Szczerbaczewicz – sopran, Patryk Różycki – tenor, Sebastian Gunerka – baryton, Włodek Pawlik, Marcin Łukaszewski, Agnieszka Kozło, Katarzyna Ewa Sokołowska – fortepian - orkiestra/zespół: Chór Katedry Warszawsko-Praskiej Musica Sacra - dyrygent/kierownik artystyczny: Paweł Łukaszewski - Johann David Holland – Agatka - soliści: Marta Boberska, Ryszard Minkiewicz, Anna Mikołajczyk-Niewiedział, Mirosław Borczyński, Wojciech Gierlach, Piotr Zawistowski - orkiestra/zespół: Concerto Polacco - dyrygent/kierownik artystyczny: Marek Toporowski - Johann Strauss – Zemsta Nietoperza - soliści: Iwona Hossa, Marta Boberska, Anna Lubańska, Anna Karasińska, Adam Zdunikowski, Paweł Skałuba, Jarosław Bręk, Wojciech Gierlach - orkiestra/zespół: Polska Orkiestra Radiowa, Chór Filharmonii Narodowej - dyrygent/kierownik artystyczny: Jerzy Maksymiuk |                                          |
| Album roku muzyka orkiestrowa |                                          |
| - XV Międzynarodowy Konkurs Pianistyczny im. F. Chopina / Kronika Konkursu 2005 vol. 13 - soliści: Rafał Blechacz - orkiestra/zespół: Orkiestra Symfoniczna Filharmonii Narodowej - dyrygent/kierownik artystyczny: Antoni Wit - Szymanowski Super Audio CD & CD (Hybryda) - soliści: Jakub Jakowicz – skrzypce, Piotr Paleczny – fortepian - orkiestra/zespół: Sinfonia Varsovia - dyrygent/kierownik artystyczny: Jerzy Maksymiuk - Tango – Sinfonia Viva - soliści: Ewa Konstanciak, Jacek Gintowt - orkiestra/zespół: Sinfonia Viva, Trio Andrzeja Jagodzińskiego - dyrygent/kierownik artystyczny: Tomasz Radziwonowicz |                                          |
| Album roku muzyka współczesna |                                          |
| - Lutosławski: Koncert na orkiestrę; Koncert na wiolonczelę i orkiestrę - soliści: Rafał Kwiatkowski – wiolonczela - orkiestra/zespół: Orkiestra Symfoniczna Filharmonii Narodowej w Warszawie - dyrygent/kierownik artystyczny: Antoni Wit - 20 lat Conversatorium Organowego w Legnicy 1986-2005 - soliści: Jan Bartłomiej Bokszczanin, Magdalena Czajka, Marek Fronc, Maria Krajewska, Karolina Kycia, Michał Markuszewski, Dariusz Przybylski, Krzysztof Urbaniak, Rostisław Wygranienko – organy, Barbara Żarnowiecka – sopran, Paweł Gusnar – saksofon, Lubomir Jarosz – trąbka, Zbigniew Koźlik – akordeon, Stanisław Skoczyński – ksylofon, Jacek Smoczyński – róg myśliwski - Krzanowski / Panufnik - orkiestra/zespół: Kwartet Śląski (Szymon Krzeszowiec – skrzypce, Arkadiusz Kubica – skrzypce, Łukasz Syrnicki – altówka, Piotr Janosik – wiolonczela), Elżbieta Mrożek – II altówka, Dominik Połoński – II wiolonczela - Laboratory of Contemporary Music – 2004 - soliści: Małgorzata Armanowska – sopran, Andrzej Chorosiński – organy, Marcin Tadeusz Łukaszewski – fortepian, Anna Mikołajczyk-Niewiedział – sopran, Paweł Nowicki – marimba, Aleksandra Ohar – wiolonczela, Artur Pachlewski – klarnet, Radosław Soroka – klarnet basowy, Mariusz Wysocki – wiolonczela, Kwartet Wieniawski, Krakowska Grupa Perkusyjna - dyrygent/kierownik artystyczny: Piotr Borkowski - Lutosławski – Dyrygent w Polskim Radiu - soliści: Halina Łukomska – sopran, Krzysztof Jakowicz – skrzypce, Ewa Pobłocka – fortepian - orkiestra/zespół: Narodowa Orkiestra Symfoniczna Polskiego Radia - dyrygent/kierownik artystyczny: Witold Lutosławski |                                          |

### Nagrody honorowe
Laureaci Złotych Fryderyków:

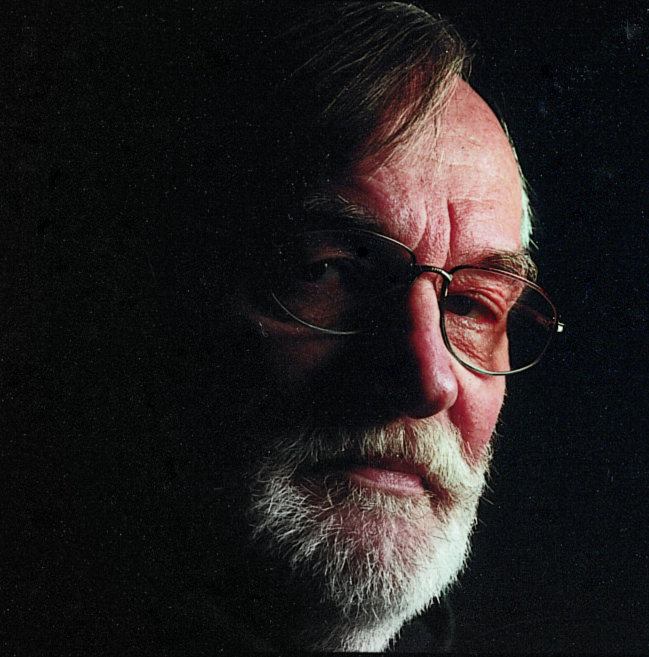
Andrzej Kurylewicz, laureat Złotego Fryderyka

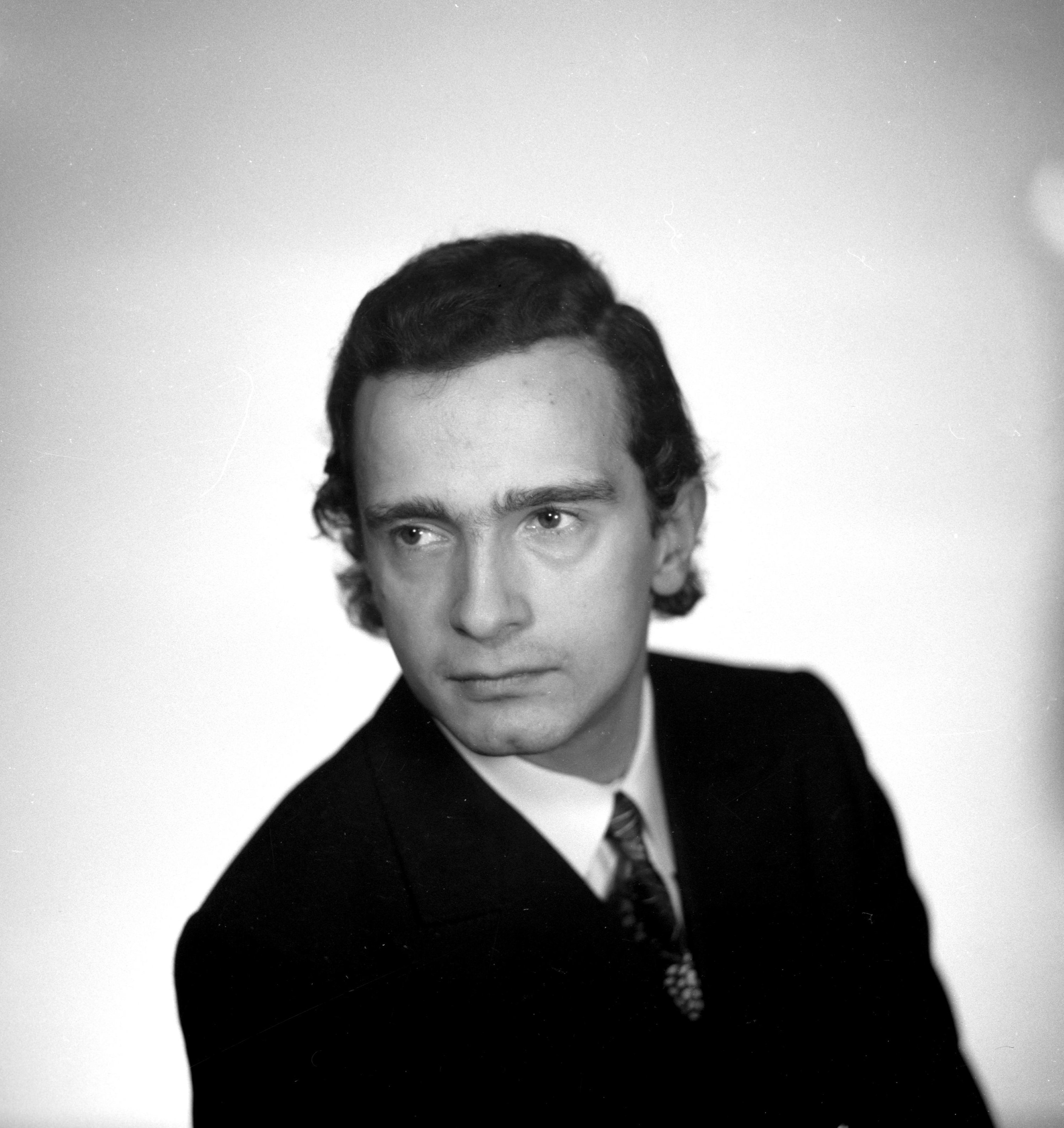
Antoni Wit, laureat Złotego Fryderyka

- Andrzej Kurylewicz (muzyka jazzowa)
- Antoni Wit (muzyka poważna)

Laureaci nagród specjalnych:
- Instytut Sztuki PAN, Fundacja Kultury i „Pamiętnik Teatralny” za album Radiowy żywot Witolda Gombrowicza
- Polskie Radio i Polskie Nagrania za serię Fryderyk Chopin – Dzieła wszystkie

## Statystyki
| Liczba | Osoba/zespół                                                                    |
| ------ | ------------------------------------------------------------------------------- |
| 5      | Katarzyna Nosowska                                                              |
| 4      | Antoni WitLech Janerka                                                          |
| 3      | HeyOrkiestra Symfoniczna Filharmonii Narodowej                                  |
| 2      | Krzysztof KiljańskiMarcin WasilewskiMaria PeszekRafał BlechaczRafał Kwiatkowski |

| Liczba | Osoba/zespół |
| ------ | --- |
| 10     | Bartek KrólikMarek Piotrowski                                                                                   |
| 9      | Sistars |
| 7      | Katarzyna NosowskaMaria Peszek                                                                                  |
| 6      | Lech JanerkaZakopower                                                                                           |
| 5      | Antoni WitHeyMagda Wójcik                                                                                       |
| 4      | Krzysztof KiljańskiOrkiestra Symfoniczna Filharmonii Narodowej                                                  |
| 3      | Anna Mikołajczyk-NiewiedziałGrzegorz SkawińskiJerzy MaksymiukKrzysztof JakowiczRafał BlechaczWojciech Waglewski |